# Alien Shooter: Vengeance
Alien Shooter: Vengeance (thường biết đến với tên gọi Alien Shooter 2) là trò chơi máy tính thuộc thể loại bắn súng góc nhìn thứ ba và là phần tiếp theo của Alien Shooter, người chơi sẽ phải trải qua 16 hoặc 17 nhiệm vụ để ngăn chặn người ngoài hành tinh xâm lược Trái Đất. Alien Shooter 2 được phát triển bởi Sigma Team và phát hành bởi CDV. Alien Shooter 2 được miêu tả như một game bao gồm nhiều yếu tố hành động nhưng cũng có pha trộn yếu tố nhập vai. Người chơi có thể tạo thêm nhân vật. Giờ tên gọi mới của game là (Alien Shooter 2 Reloaded).

## Cốt truyện
Vào năm 2030, tập đoàn năng lượng M.A.G.M.A phải gửi lực lượng đánh thuê đến để tiêu diệt các mẫu thí nghiệm tuyệt mật.Chúng đã trở nên rất nguy hiểm và khủng khiếp cũng như nằm ngoài tầm kiểm soát của M.A.G.M.A.Người chơi phải thực hiện 16 hoặc 17 nhiệm vụ để tiêu diệt cũng như ngăn chặn lũ quái vật ngoài hành tinh.
Mở đầu game, người chơi đang ở một trong những cơ sở của tập đoàn M.A.G.M.A và sẽ nhận lệnh từ tướng Baker-một thủ lĩnh địa phương.Baker yêu cầu người chơi tìm cách vào căn cứ, sau khi vào được căn cứ người chơi sẽ đi cứu Nicholas-một kỹ sư của tướng Baker và nhân viên của tập đoàn M.A.G.M.A;sau đó người chơi sẽ gặp Kate Lia-một lính đánh thuê.Sau một chuỗi nhiệm vụ bao gồm hồi phục hệ thống điện cho toàn bộ khu vực, tìm kiếm thông tin ở các máy tính trong khu vực,...người chơi cuối cùng sẽ thâm nhập căn cứ của tập đoàn M.A.G.M.A, sau khi dọn dẹp sạch sẽ căn cứ, Kate Lia bị bắt khi người chơi đang kẹt trong phòng máy tính.Baker phát hiện ra rằng có ai đó đứng đằng sau vụ việc này và đang dùng lệnh để hủy diệt căn cứ, người chơi có nhiệm vụ đi hủy quá trình tiêu diệt đó.Căn cứ tiếp theo mà người chơi đến chính là ME2-một trong những trụ sở chính của M.A.G.M.A có chứa đựng thông tin tuyệt mật trong các máy tính.Tuy nhiên, ME2 đã bị hư hỏng và mất kiểm soát, nhiệm vụ đầu tiên của người chơi ở ME2 là thiết lập lại hệ thống bảo vệ, sau đó người chơi sẽ điều khiển một trong những robot bảo vệ phá hủy hệ thống điện để mở các cửa bị khóa ra.Người chơi tiếp tục đi chép toàn bộ dữ liệu tuyệt mật của M.A.G.M.A vào đĩa cứng để giao lại cho Baker, cũng vào lúc này người chơi phát hiện ra rằng Baker đã có thỏa thuận với M.A.G.M.A để đưa lại đĩa và nhận một số tiền lớn.Ông ta yêu cầu người chơi ngậm miệng không được tiết lộ việc này với bất kì ai.
Sau đó, Baker thông báo với người chơi rằng ông ta đã phát hiện ra địa điểm Kate bị bắt giữ và yêu cầu người chơi đi thông qua bằng đường mỏ để đến khu vực yêu cầu.Người chơi trong màn này sẽ sử dụng xe tăng để đến được mỏ, sau khi dọn dẹp sạch sẽ khu mỏ, người chơi sẽ dùng bom phá đường thông đến khu vực chính của lũ quái vật ngoài hành tinh.Người chơi cùng lính đánh thuê của Baker sẽ có nhiệm vụ tiêu diệt toàn bộ trứng và ba con nhện chúa.
Nhiệm vụ này có hai kết thúc cho người chơi chọn, nếu người chơi chọn cách thâm nhập vào hang ổ của chúa tể lũ quái vật người ngoài hành tinh để cứu Kate thì tướng Baker sẽ bất ngờ "trở mặt" yêu cầu người chơi phải giao cho ông ta cái đĩa-chứa đựng thông tin để điều khiển lũ quái vật ngoài hành tinh, người chơi sẽ phải giết ông ta, bước vào hang ổ chúa tể và giết toàn bộ quái vật trong hang bao gồm cả tên chúa tể người ngoài hành tinh.Màn 17 sẽ được coi là màn khó nhất trong game với lượng quái vật lên đến hơn hàng chục nghìn con và người chơi phải có các vũ khí tối tân mới có thể vượt qua được màn này.Cuối cùng, người chơi phát hiện Kate đã bị giết chết từ trước.Chiếc đĩa bị phá hủy, thông tin mật và cách điều khiển lũ quái vật mất hoàn toàn, khi đó chúng không còn đoàn kết với nhau như trước mà đi thành nhóm lẻ tẻ tạo cơ hội cho loài người tiêu diệt toàn bộ.Game kết thúc với cảnh các thành phố đang phục hồi sau cuộc xâm lăng của lũ quái vật ngoài hành tinh.
Mặt khác nếu người chơi chọn cách kết thúc thứ hai là đưa chiếc đĩa cho Baker thay vì đi cứu Kate thì tên chúa tể quái vật ngoài hành tinh sẽ tạo ra các máy di chuyển quái vật (teleport) đến để giết Baker.Nhưng Baker sẽ nhanh chân chạy mất, khi người chơi tìm đến thì thấy chiếc đĩa đã mất còn Baker thì bị giết chết.Game kết thúc với cảnh phần lớn dân số trên Trái Đất đã bị giết chết, các nhà cầm quyền quyết định phóng tên lửa hạt nhân để hủy diệt lũ quái vật.Tập đoàn năng lượng M.A.G.M.A vẫn cố phục hồi các vũ khí năng lượng trong quá trình thí nghiệm.Tất cả đều được ghi lại trong cuốn nhật ký hành trình của con người cuối cùng còn sót lại trên Trái Đất.

## Cách chơi

### Nhân vật
Alien Shooter 2 có rất nhiều cải tiến so với bản 1 về cả cách chơi và hệ thống vũ khí-quái vật-nhiệm vụ.Trong Alien Shooter 2, người chơi có quyền lựa chọn 8 nhân vật, mỗi nhân vật có những đặc điểm cũng như ưu điểm khác nhau:
- Drake McMannis-một chuyên gia sử dụng súng lục (pistol) cũng như có độ phòng thủ cao(điểm giáp cao), trò chơi miêu tả Drake là một người lính bị ảnh hưởng rất nhiều từ phim ảnh và game cũng như có độ chính xác-thích nghi với các loại súng tuyệt vời.
- Erik Kamisi-một chuyên gia súng máy và có sức khỏe tốt(điểm máu và sức mạnh cao), trờ chơi miêu tả Erik là một người lính ham học và chân thật, anh có thể hoàn thành nhiệm vụ mà không cần có đồng đội bên cạnh.
- Julius Kriger-một chuyên gia súng lục và có sức khỏe tốt(điểm máu cao), trò chơi miêu tả Julius là một người lính vô kỹ luật(từng bị đuổi khỏi trường đại học ba lần), anh không có khái niệm về trách nhiệm nhưng nhờ có sức mạnh nên có thể tồn tại được trong những trường hợp tồi tệ.
- Vincent "Dove" St.Clair-một chuyên gia súng phóng lựu-súng lục và có độ phòng thủ-sức khỏe cao(điểm giáp và máu cao), trò chơi miêu tả Vincent là một người lính còn khá trẻ nhưng thông minh, được quân đội Hoa Kỳ nhận ngay từ khi còn trẻ, Clair có trí tuệ tốt thêm với khả năng sử dụng súng cực kỳ nguy hiểm khiển anh được tin dùng trong nhiều nhiệm vụ, Vincent rất mê game về thế chiến II và trò chơi còn hài hước nói rằng "Clair có thể mất hết quãng thời gian đẹp khi ở bên phụ nữ".
- Nina Rossow-một chuyên gia súng phóng lựu và súng plasma nhưng có sức khỏe không tốt(điểm máu thấp), trò chơi miêu tả Nina là một người lính rất yêu thích vũ khí;sinh ra ở Nga từ nhỏ Nina đã mong muốn trở thành viên cảnh sát để mang lại công lý, cô ta rất giỏi bẻ gãy các thứ đặc biệt là đầu người.Ông cố nội của Nina từng làm trong lực lượng KGB của liên bang Xô-Viết nên cô đã có khả năng sử dụng súng rất tốt từ nhỏ.
- Sammy Swearengen-một người lính có trí tuệ tốt(điểm trí tuệ cao), trò chơi miêu tả Sammy là một người lính nhanh nhẹn, nguy hiểm và linh hoạt.Từng tham gia rất nhiều chiến dịch thực tế nên cô đã thể hiện được các kỹ năng của mình trong những trường hợp hiểm nguy nhất.Cô ta sinh ra trong những điều kiện rất khắc nghiệt và đặc biệt có khả năng ngắm bắn rất chính xác.
- Jennifer Williams-một chuyên gia súng máy và có độ nhanh nhẹn, chính xác cao(điểm nhanh nhẹn, chính xác cao), trò chơi miêu tả Williams là một người lính mạnh mẽ, có tố chất của một người lãnh đạo.Từng làm đội trưởng đội đặc nhiệm SWAT ở New York, Jennifer đã hoàn thành xuất sắc 32 nhiệm vụ;cô còn rất ham mê đua xe, trò chơi hài hước nói rằng "Jennifer mong ước có một ngày nào đó cô sẽ lái một chiếc M1 xuống đường quốc lộ giữa giờ cao điểm".
- Elena Nesser-một người lính cân bằng về mọi kỹ năng(có điểm cân bằng, không có sự vượt trội), trò chơi miêu tả Elena là một người lính có lập trường hay thay đổi và không bao giờ tập trung vào một vấn đề gì quá lâu, cô từng tham gia rất nhiều môn thể thao nhưng không chơi kiên định bất kỳ một môn nào.Elena không ủng hộ chính sách của nhà cầm quyền nên cô nhập ngũ ngay khi ra trường.

Các điểm như tăng độ bền của giáp, tăng tốc độ bắn của súng, giờ đây cũng không còn. Cái tên mới đã làm thay đổi game. Cái tên mới do Sigma Team tạo ra, họ đã tạo ra phiên bản mới cho Alien Shooter 2. Nhưng phiên bản này vẫn còn được ưa thích.

### Hệ thống vũ khí

chọn vũ khí trang bị trước khi bước vào màn chơi

Hệ thống vũ khí và thiết bị trong Alien Shooter 2 được miêu tả là phong phú hơn rất nhiều so với bản đầu tiên, vũ khí được chia ra làm nhiều loại trong đó mỗi loại đều có uy lực riêng ví dụ như súng phóng lựu có sức mạnh tiêu diệt tập thể, súng phóng tên lửa lại bắn rất chậm nhưng có khả năng tiêu diệt mạnh hơn, súng máy lại tỏ ra có ích khi đối đầu với các loại quái vật sử dụng nòng phóng tên lửa, súng săn có tác dụng đẩy lùi quái vật, súng đóng băng có thể đóng băng quái vật, súng thu nhỏ có thể làm quái vật thu nhỏ lại, súng phóng lửa lại làm quái vật bị thiêu rụi và chết, súng plasma hay súng laze có sức tấn công lớn và súng lục thì để phòng khi người chơi hết đạn các súng khác.Hệ thống giáp bọc cũng phong phú hơn, từ giáp hạng nhẹ đến các loại giáp cuối cồng kềnh (khi người chơi cộng điểm giáp các loại giáp cuối sẽ tăng độ dày lên tùy theo số điểm nhiều hay ít).Ngoài ra, trò chơi còn thêm vào những thiết bị phụ trợ giúp người chơi tăng các chỉ số là các thiết bị booster (làm nhanh và mạnh).Các thiết bị phụ trợ như đèn pin, radar, hộp máu và robot hỗ trợ được hãng thêm vào để giúp người chơi phát hiện ra quái vật nhanh hơn cũng như có thể tăng máu khi bị mất. 
Có khi bạn có thể tự tạo vũ khí cho riêng mình.

### Nhược điểm
Nhược điểm của game lại nằm ở hệ thống vũ khí, khi người chơi mang giáp các mẫu đời đầu, mọi súng trong một dòng nhìn sẽ đều giống nhau, điều này thay đổi chút ít khi người chơi mang các loại giáp tầm trung, các mẫu súng trong một dòng nhìn vẫn giống nhau nhưng có khác so với khi mặc giáp đời đầu;ở những màn cuối của game, khi người chơi mặc giáp cao cấp, các loại súng nhìn vẫn giống nhau vì đều là mẫu cuối của mỗi dòng.

### Các khả năng đặc biệt và bí mật
Điểm khác biệt của bản 2 so với bản 1 đó chính là người chơi trước khi chọn nhân vật được chọn một trong tám khả năng bao gồm tự hồi phục máu, học các kỹ năng nhanh hơn, hút máu khi tấn công quái vật, thu được nhiều tiền hơn bình thường, biến quái vật tự đánh lẫn nhau, nhìn thấy các secret trong game nhanh hơn, nhìn thấy trong bóng tối và tấn công tay mạnh hơn.
Các bí mật (secret) trong game thường được giấu kỹ trong các bức tường nứt nẻ hoặc trong các cửa bị khóa hay ở các khu có vật khuất đi bí mật, khi người chơi tinh mắt nhìn kĩ hoặc tới khi hoàn thành 1 nhiệm vụ nào đó thì người chơi mới vào được. Các secret thường mang lại tiền, đạn dược và súng ống để người chơi bán lấy tiền.Tuy nhiên nếu người chơi không chọn khả năng nhìn thấy các bí mật được giấu rất kỹ thì chỉ tìm thấy được 2/3 số secret là tối đa. Nếu người chơi đã lựa chọn năng lực nhìn thấy các bí mật rồi chơi lại và chọn năng lực khác hoặc coi video hướng dẫn thì người chơi vẫn có thể tìm gần 100% số secret. Đôi khi trong các hang động chứa secret thường có các loại quái vật mạnh canh giữ, người chơi phải giết chúng để có thể lấy được tiền.Các bí mật trong game thường được mở bằng các loại súng nhưng đôi khi người chơi cũng phải tinh mắt để ý đến các máy tính để mở cửa bí mật.

## Đánh giá
GameSpot chấm Alien Shooter 2 với số điểm 7.5/10 và nhận xét "Không có game nào nhiều máu và mãnh liệt hơn Alien Shooter 2" Metacritic chấm Alien Shooter 2 67/100.